# 1000-km-Rennen von Paris 1995

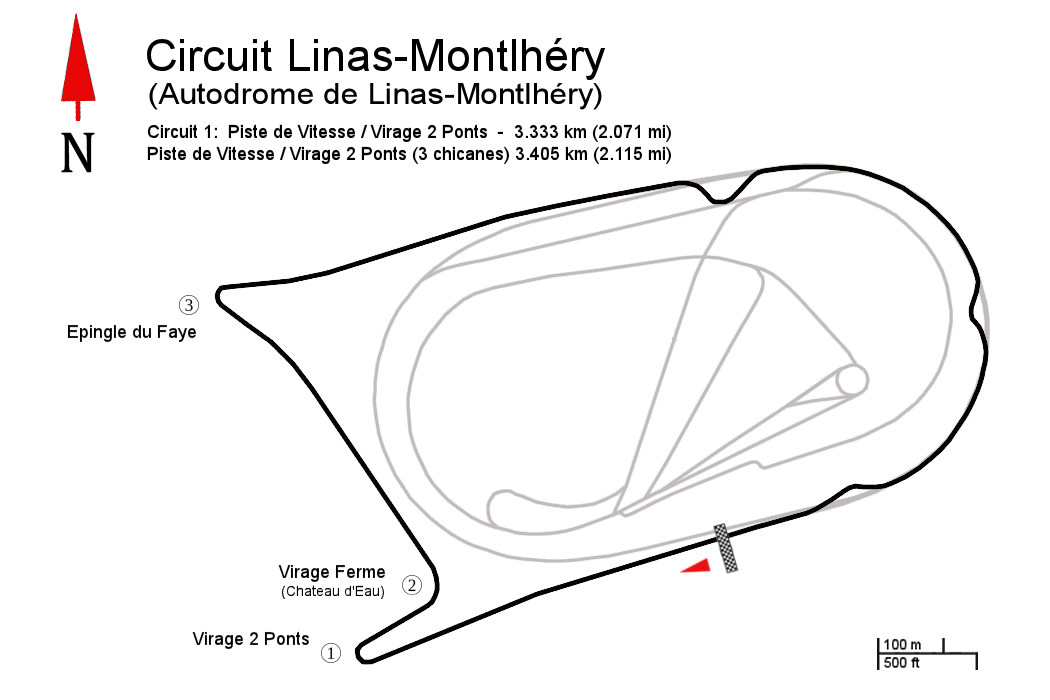
Streckenvariante, wie sie 1995 befahren wurde

Das 14.  1000-km-Rennen von Paris, auch 1000 km de Paris, fand am 14. Mai 1995 auf dem Autodrome de Linas-Montlhéry statt. Das Rennen war der siebte Wertungslauf der BPR Global GT Series dieses Jahres.

## Das Rennen
Nach 1994 fand auch 1995 wieder ein 1000-km-Rennen von Paris in Montlhéry statt. Wie im Vorjahr wurde nur ein Teil des Ovalkurses befahren; zwei der Steilkurven, deren An- und Abfahrten durch Schikanen verlangsamt wurden. Obwohl das Rennen offiziell als 1000-km-Rennen geführt wurde, belief sich die Renndistanz auf nur knapp 540 Kilometer. Diese Verkürzung war die Folge einer Anpassung an die Renndauer der anderen Wertungsläufe der Rennserie, die maximal 4 Stunden betrug.
Die ersten sechs Rennen der Saison wurde von zwei Teams und deren McLaren F1 GTR dominiert. Ray Bellm und Maurizio Sandro Sala gewannen die Rennen in Jerez, Paul Ricard, Jarama und auf dem Nürburgring. Thomas Bscher und Partner John Nielsen triumphierten in Monza und Donington.
In Montlhéry gewann mit den beiden deutschen Herrenfahrern Stefan Oberndorfer und Detlef Hübner ein Außenseiterteam.

## Ergebnisse

### Schlussklassement
| 1               | GT3 | 70 | Mühlbauer Motorsport    | Stefan Oberndorfer Detlef Hübner                         | Porsche 911 GT2             | 159  |
| 2               | GT3 | 14 | Parr Racing             | Robert Nearn Paul Edwards Bill Farmer                    | Porsche 911 GT2             | 157  |
| 3               | GT3 | 33 | Seikel Motorsport       | Giuseppe Quargentan Philippe Auvray                      | Porsche 911 GT2             | 156  |
| 4               | GT1 | 44 | Promo Racing Car        | Michel Faraut François Birbeau Éric Graham               | Venturi 600LM               | 153  |
| 5               | GT2 | 57 | Raymond Touroul         | Thierry Perrier Raymond Touroul Jean-Pierre Tardiff      | Porsche 911 Carrera RSR     | 150  |
| 6               | GT4 | 31 | Seikel Motorsport       | Raffaele Sangiuolo Manfred Jurasz Serge Coudert          | Porsche 911 Carrera RSR 3.8 | 150  |
| 7               | GT4 | 36 | Rogeracing              | Mario Passerini Ermanno Colombo Ruggero Grassi           | Porsche 993 Carrera Cup     | 149  |
| 8               | GT3 | 58 | Bernt Racing            | Andreas Bovensiepen Gerold Ried Patrick Vuillaume        | Porsche 911 Carrera RSR     | 148  |
| 9               | GT4 | 35 | Rogeracing              | Antonio De Castro Massimo Morini Napoleone Monti         | Porsche 911 Supercup        | 147  |
| 10              | GT3 | 11 | Yellow Racing           | Christian Heinkélé François O’Born                       | Ferrari F355                | 147  |
| 11              | GT4 | 59 | Bernt Racing            | Philippe de Craene Didier de Puysseleyr                  | Porsche 911 Carrera 2 Cup   | 144  |
| 12              | GT4 | 34 | Obermaier Racing        | Herbert Asselborn Berndt Neutag                          | Porsche 993 Carrera RSR     | 142  |
| 13              | GT3 | 20 | Konrad Motorsport       | André Lara Resende Karel Dolejší Hubert de Spiegelaere   | Porsche 993 Bi-Turbo        | 142  |
| 14              | GT3 | 21 | Konrad Motorsport       | Franz Konrad Antônio de Azevedo Hermann Stéphane Ortelli | Porsche 911 GT2             | 138  |
| 15              | GT2 | 27 | Crisal Competition      | Jean-Claude Barthe Franck Goguel Maurice Pelissier       | Porsche 911 Carrera 2 Cup   | 133  |
| 16              | GT3 | 28 | Patrick Boidron         | Philippe Régnier Jérôme Brarda Patrick Boidron           | Ferrari F355                | 122  |
| 17              | GT3 | 68 | Jean-Francois Metz      | Jean-Francois Metz Marc Pachot Patrick Bornhauser        | VBM 4000GTC                 | 94   |
| Ausgefallen     |     |    |                         |                                                          |                             |      |
| 18              | GT1 | 60 | Ferrari Club Italia     | Anders Olofsson Luciano della Noce                       | Ferrari F40GTE              | 1467 |
| 19              | GT3 | 22 | Elf Haberthur Racing    | Ferdinand de Lesseps Michel Neugarten                    | Porsche 911 GT2             | 144  |
| 20              | GT1 | 26 | Crisal Competition      | Thiérry Guiod Michel Cottot Gérard Bacle                 | Venturi 600LM               | 139  |
| 21              | GT1 | 41 | Pilot Aldix Racing      | Paul Belmondo François Chatriot Santiago Puig            | Ferrari F40GT               | 123  |
| 22              | GT1 | 40 | Pilot Aldix Racing      | Michel Ferté Olivier Thévenin                            | Ferrari F40LM               | 122  |
| 23              | GT3 | 55 | Stadler Motorsport      | Enzo Calderari Lilian Bryner                             | Porsche 911 GT2             | 115  |
| 24              | GT3 | 64 | Jean-Francois Veroux    | Eric van de Vyver Didier Ortion Jean-Francois Veroux     | Porsche 911 GT2             | 110  |
| 25              | GT1 | 50 | Freisinger Motorsport   | Wolfgang Kaufmann Bob Wollek Richard Balandras           | Porsche 993 Bi-Turbo        | 91   |
| 26              | GT3 | 6  | Lanzante Motorsport     | Soames Langton Paul Burdell Wido Rössler                 | Porsche 993                 | 84   |
| 27              | GT1 | 30 | Obermaier Racing        | Friedrich Leinemann Otto Altenbach                       | Porsche 911 Bi-Turbo        | 79   |
| 28              | GT1 | 61 | Ferrari Club Italia     | Fabio Mancini Massimo Monti Gary Ayles                   | Ferrari F40GTE              | 68   |
| 29              | GT1 | 80 | Chamberlain Engineering | Peter Hardman Andreas Fuchs                              | Jaguar XJ220                | 44   |
| 30              | GT1 | 5  | BBA Compétition         | Jean-Luc Maury-Laribière Marc Sourd Laurent Lécuyer      | McLaren F1 GTR              | 43   |
| 31              | GT3 | 65 | Stadler Motorsport      | Helmut König Renato Mastropietro                         | Porsche 911 GT2             | 18   |
| 32              | GT1 | 43 | JCB Racing              | Jean-Claude Basso Henri Pescarolo                        | Venturi 600LM               | 10   |
| 33              | GT3 | 72 | Legeay Sports           | Bernard Castagné Patrick Bourdais                        | Alpine A610                 | 10   |
| Nicht gestartet |     |    |                         |                                                          |                             |      |
| 34              | GT1 | 71 | RSG Reflex              | Jean-Bernard Bouvet Jean-Paul Libert                     | Venturi 600LM               | 1    |
| 35              | GT3 | 3  | Quattro Racing          | Jean-Claude Fabre Benjamin Roy                           | Porsche 911 Carrera 4 Cup   | 2    |
| 36              | GT1 | 51 | Freisinger Motorsport   | Michael Krine Daniel Sebag                               | Porsche 911 Bi-Turbo        | 3    |
| 37              | GT3 | 39 | Lotus                   | Franck Bondrille Guy Kuster Patrick Trucco               | Lotus Esprit Sport 3000     | 4    |

1 nicht gestartet
2 nicht gestartet
3 nicht qualifiziert
4 nicht trainiert

### Nur in der Meldeliste
Hier finden sich Teams, Fahrer und Fahrzeuge die ursprünglich für das Rennen gemeldet waren, aber aus den unterschiedlichsten Gründen daran nicht teilnahmen.
| Pos. | Klasse | Nr. | Team               | Fahrer                      | Chassis                |
| ---- | ------ | --- | ------------------ | --------------------------- | ---------------------- |
| 38   | GT1    | 8   | West Competition   | John Nielsen Thomas Bscher  | McLaren F1 GTR         |
| 39   | GT2    | 29  | Crisal Competition |                             | Porsche 911 Carrera RS |
| 40   | GT1    | 42  | Konrad Motorsport  |                             | Porsche 964 Bi-Turbo   |
| 41   | GT2    | 62  | Guy Broissiat      | Guy Broissiat Michel Mora   | Porsche 911 Turbo      |
| 42   | GT3    | 67  | Motor Action       | Luc Frings Daniel Andreosso | Porsche 968RS          |
| 43   | GT3    | 88  | Fred Laufer        |                             | Porsche 911 GT2        |

### Klassensieger
| Klasse | Fahrer             | Fahrer           | Fahrer              | Fahrzeug                    | Platzierung im Gesamtklassement |
| ------ | ------------------ | ---------------- | ------------------- | --------------------------- | ------------------------------- |
| GT1    | Michel Faraut      | François Birbeau | Eric Graham         | Venturi 600LM               | Rang 4                          |
| GT2    | Thierry Perrier    | Raymond Touroul  | Jean-Pierre Tardiff | Porsche 911 Carrera RSR     | Rang 5                          |
| GT3    | Stefan Oberndorfer | Detlef Hübner    |                     | Porsche 911 GT2             | Gesamtsieg                      |
| GT4    | Raffaele Sangiuolo | Manfred Jurasz   | Serge Coudert       | Porsche 911 Carrera RSR 3.8 | Rang 6                          |

### Renndaten
- Gemeldet: 43
- Gestartet: 33
- Gewertet: 17
- Rennklassen: 4
- Zuschauer:
- Wetter am Renntag: kalt und trocken
- Streckenlänge: 3,405 km
- Fahrzeit des Siegerteams: 4:00:53,560 Stunden
- Gesamtrunden des Siegerteams: 159
- Gesamtdistanz des Siegerteams: 541,395 km
- Siegerschnitt: 134.847 km/h
- Pole Position: Fabio Mancini – Ferrari F40GTE (#61) – 1:21,120 – 151,109 km/h
- Schnellste Rennrunde: Nob Wollek – Porsche 911 Bi-Turbo (#50) – 1:21,990 – 149,506 km/h
- Rennserie: 7. Lauf der BPR Global GT Series 1995